# Der Trödeltrupp
Der Trödeltrupp – Das Geld liegt im Keller ist eine Doku-Soap von RTL II, in der Menschen dabei unterstützt werden, aus ihren alten Gegenständen Geld zu machen. Als Moderatoren fungieren dabei abwechselnd der Ebay-Verkaufsagenturbetreiber Sükrü Pehlivan, der Antiquitätenhändler Mauro Corradino, Goldankäufer und damaliger Haushaltsauflöser Otto Schulte, der Trödler Andreas Bierschock, der Kaufmann für antiquarische Comic- und Romanhefte Marco Heuberg und vormals auch der Student der Psychologie und Antiquitätenhändler Antoine Richard. In einigen Folgen unterstützt der Trödler Detlev Kümmel das Moderatorenteam.
Die Idee der Sendung Der Trödeltrupp lehnt sich an die Sendung Der Trödel-King des WDR Fernsehens an, bei welcher der Trödelmarktprofi Roland Beuge Familien dabei half, ihre nicht mehr benötigten Sachen auf Trödelmärkten oder bei Antiquitätenhändlern zu veräußern.

## Ablauf einer Sendung
In der ersten Phase kommt der jeweilige Trödelexperte zur Person, die ihn zur Hilfe gerufen hat. Oftmals ist dies nicht der Sammler selbst, sondern ein Lebenspartner oder Familienangehöriger. Der Trödelexperte lässt sich dann die angehäuften Sachen zeigen, schaut wie viel Platz sie in der Wohnung, dem Haus bzw. auf dem Grundstück des Sammlers einnehmen und lässt sich erklären, wo die Sachen herkommen, seit wann sie sich angehäuft haben, wie es dazu kam und inwiefern sie das Leben der Betroffenen beeinflussen.
In der zweiten Phase sichtet der Trödelexperte die vorhandenen Sachen, wobei sich ein Großteil dessen oftmals als Müll herausstellt. Für diesen wird oft ein großer Container bestellt. Der Sammler macht dann symbolisch den ersten Schritt, indem er den ersten Müll selber aussortiert und in den Container wirft. Der übrige Teil wird oft von Helfern unter Mithilfe und Überwachung (dass nicht doch wertvolle Gegenstände weggeworfen werden) in den Container gebracht.
In der dritten Phase werden die gesammelten Sachen, die nicht als Müll entsorgt wurden, zu Geld gemacht. Zunächst werden besondere „Schätze“ an Antiquitätenhändler oder andere Sammler verkauft. Hierfür hat sich der Trödelexperte zuvor über angemessene Preise informiert. Je nach Umfang bzw. Sperrigkeit der fraglichen Artikel kommen die Interessenten entweder zu dem Sammler oder der Sammler geht mit dem Trödelexperten zusammen zu den potenziellen Interessenten. Anschließend noch verbliebene Sachen werden auf einem Flohmarkt verkauft, wobei auch hier der Trödelexperte sowohl hinsichtlich der Preisvorstellungen als auch der Verhandlungen beratend zur Seite steht.
In der vierten und letzten Phase kommt der Trödelexperte mit einer Schriftrolle oder einem Tablet zu dem Sammler, auf der sämtliche Einnahmen der einzelnen Verkaufsaktionen – die bis dahin zum Teil (insbesondere die Flohmarktgesamteinnahmen) dem Sammler nicht bekannt sind – nach Posten aufgelistet sind, enthüllt diese dem Sammler und gibt das Gesamtergebnis bekannt. Anschließend verabschiedet sich der Trödelexperte von dem Sammler und es wird ein Zusammenschnitt der Vorher- und Nachhersituation der Wohnung bzw. des Grundstücks des Sammlers gezeigt.

## Der Promi-Trödeltrupp
Der Promi-Trödeltrupp ist ein im Jahr 2009 ausgestrahlter Ableger der Doku, in dem anstatt normaler Personen Prominente ihre alten Gegenstände zu Geld machen. Darunter waren unter anderem Mickie Krause, Ross Antony oder Molly Luft.